# Sóc xám miền Đông
Sóc xám miền Đông (danh pháp hai phần: Sciurus carolinensis) là một loài sóc cây của chi Sciurini, Họ Sóc, bộ Gặm nhấm. Loài này được Gmelin mô tả năm 1788.. Đây là loài bản địa vùng miền đông và Tây Trung Bộ Hoa Kỳ, và phần phía nam của các tỉnh phía đông của Canada. Một số vùng sinh sống của loài này chồng lên vùng sinh sống của loài sóc đỏ (Sciurus niger), làm đôi khi bị nhầm lẫn giữa 2 loài, dù địa bàn của loài cốt lõi của phạm vi sóc con cáo hơn một chút về phía tây.
Là loài mắn đẻ và dễ thích nghi, sóc xám miền Đông đã được du nhập và phát triển mạnh trong một số khu vực của tây của Hoa Kỳ. Nó cũng đã được giới thiệu đến Anh, nơi mà nó đã lây lan trên khắp đất nước và phần lớn đã di dời bản địa con sóc đỏ, Sciurus vulgaris. Tại Ireland, con sóc đỏ đã được di dời tại các quận phía đông, mặc dù nó vẫn còn phổ biến ở phía nam và phía tây của đất nước. Có lo ngại rằng việc di dời có thể xảy ra ở Ý và sóc xám có thể lây lan từ Ý tới các phần khác của lục địa châu Âu.

## Hình ảnh

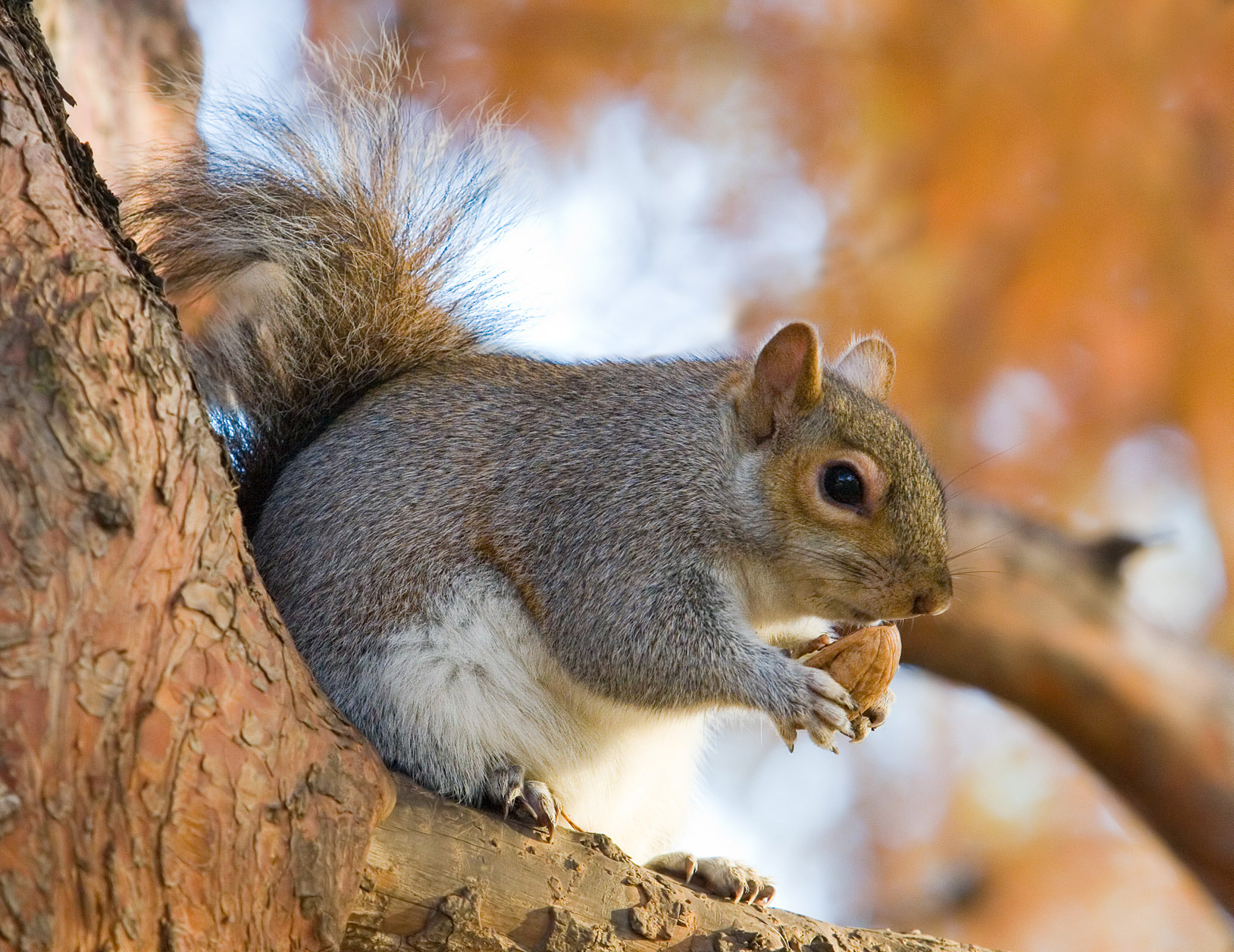
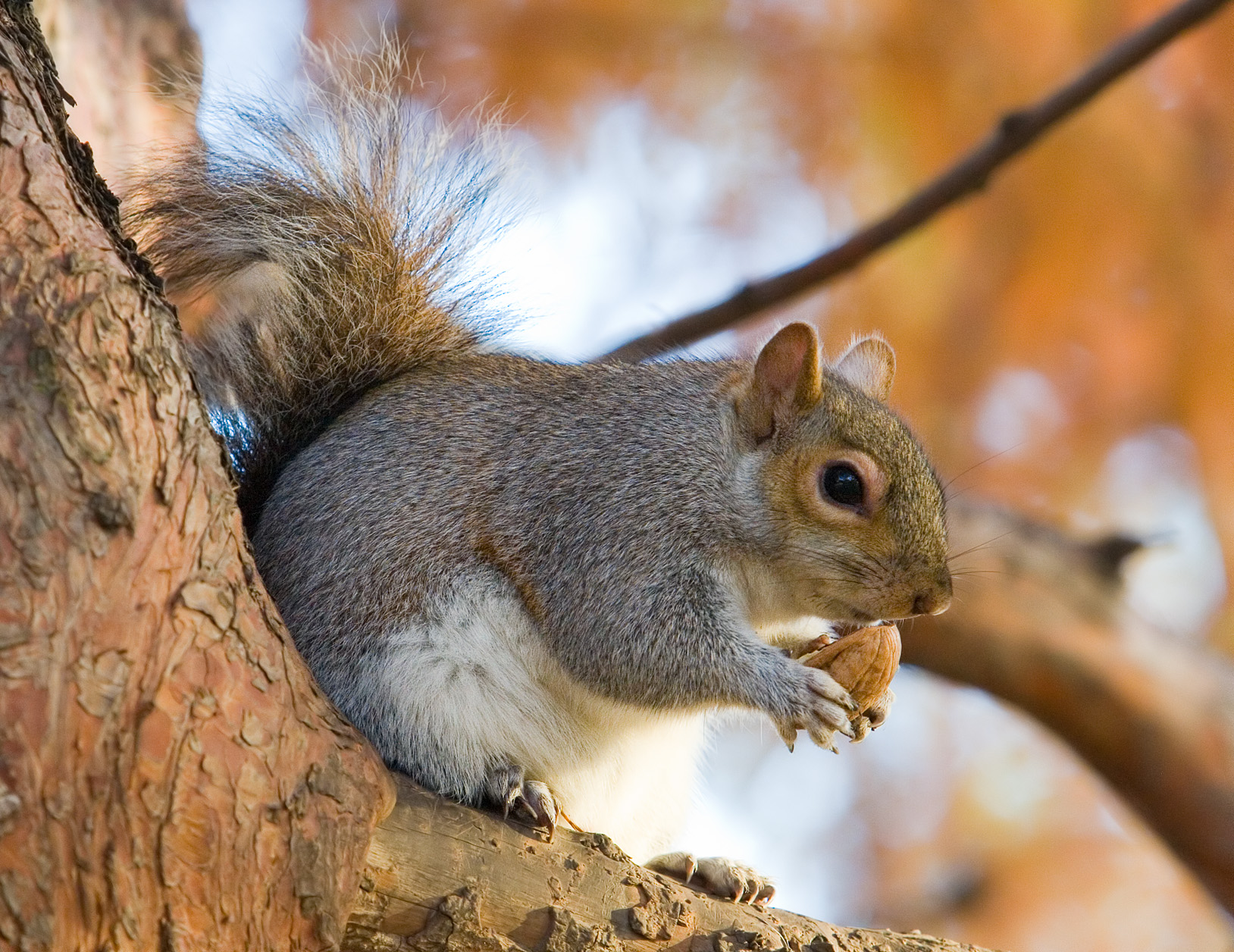
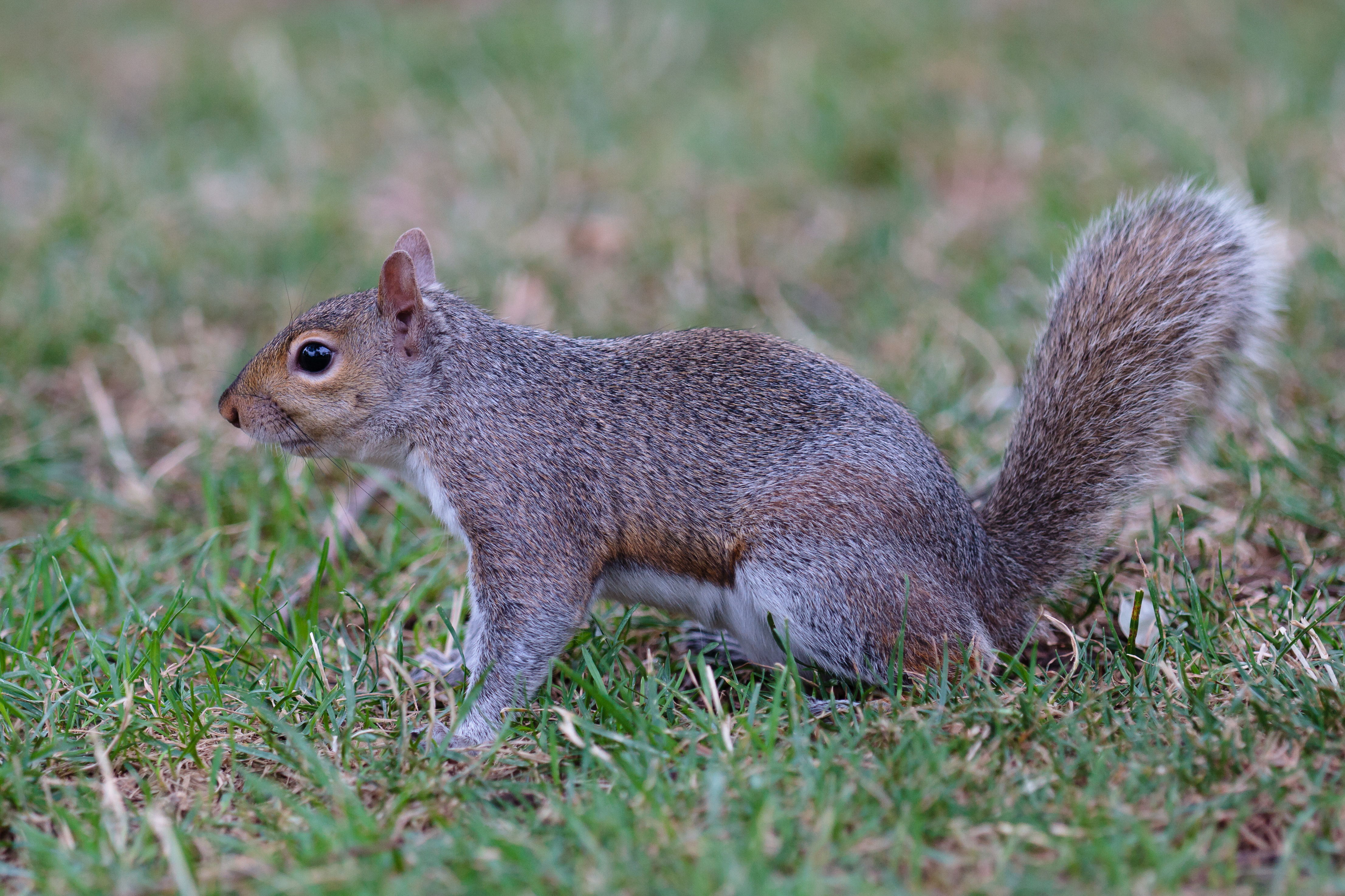
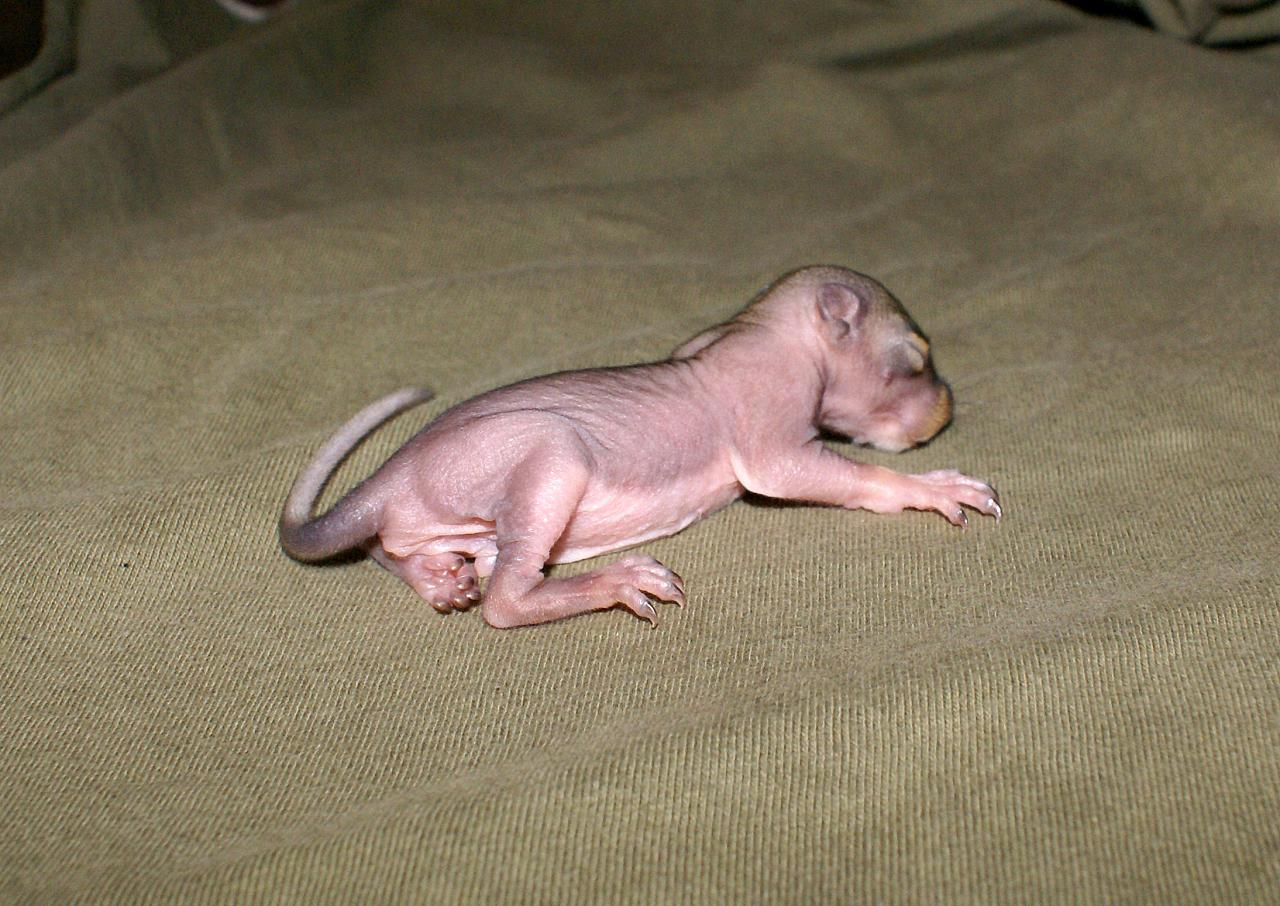